# Gambit Đan Mạch
Gambit Đan Mạch, được biết đến với cái tên Nordisches Gambit trong tiếng Đức và Noords Gambiet trong tiếng Hà Lan (đều có nghĩa là Nordic Gambit), một khai cuộc được bắt đầu với các nước đi:
1. e4 e5
2. d4 exd4
3. c3
Trắng sẽ thí một hay hai tốt để có thể phát triển quân và tấn công nhanh. Tuy nhiên, Đen có thể chấp nhận một hoặc cả hai con tốt một cách an toàn, hoặc đơn giản là từ chối hoàn toàn gambit nếu có cơ hội tốt.
Mặc dù nó được biết đến trước đó, kì thủ Đan Mạch Martin Severin From đã viết bài về gambit trong giải đấu Paris 1867 và anh ấy thường được ghi công.  Gambit Đan Mạch đã từng phổ biến với các kiện tướng có lối chơi tấn công gồm Alekhine, Marshall, Blackburne, và Mieses, nhưng khi nhiều cách phòng thủ  dành cho Đen được phát hiện và cải thiện nhiều hơn, nó đã mất đi sự ưu ái trong những năm 1920. Ngày nay nó hiếm khi được chơi trong cờ vua cấp cao.

## Lịch sử
Ngay từ đầu danh pháp của Gambit Đan Mạch rất khó hiểu. Ý tưởng bắt nguồn từ một ván cờ thư tín nổi tiếng London – Edinburgh, 1824: 1.e4 e5 2.Nf3 Nc6 3.d4 exd4 4.Bc4 Bc5 5.c3 Qe7 6.0-0 dxc3 7.Nxc3. Hans Lindehn người Thụy Điển đã chơi gambit này thường xuyên muộn nhất là năm 1857. Anh ta đã đánh bại nhà vô địch thế giới sau này là Wilhelm Steinitz bằng gambit của mình ở Luân Đôn, 1864. Có thể Martin Severin From đã gặp Lindehn ở Paris trong thời kỳ này và biết về gambit ở đó. Theo Graham Burgess, tại chính Đan Mạch, gambit này được gọi là Nordic Gambit.
Nhiều ván cờ được chuyển thành Göring Gambit, như Nf3 cho Trắng và ... Nc6 cho Đen là những nước đi hợp lý. Như Carl Theodor Göring cũng từng chơi gambit, hầu như không có bất kỳ sự khác biệt nào.
Đáng chú ý là ý tưởng hy sinh chỉ một con tốt (Nxc3) trong Göring Gambit cũ hơn ở Đan Mạch. Paul Morphy đã chơi nó tại Đại hội Hoa Kỳ đầu tiên năm 1857 chống lại Alexander Meek. Ở người Đan Mạch, đặc biệt là Alexander Alekhine áp dụng 1.e4 e5 2.d4 exd4 3.c3 dxc3 4.Nxc3, nhưng trong những trường hợp không quan trọng.

## Các nước đi chính
Gambit Đan Mạch là một biến thể của Ván cờ trung tâm (1.d4 d5 2.d4).
Sau 1.e4 e5 2.d4 exd4 3.c3, Đen có thể từ chối gambit một cách an toàn với 3 ... d6, 3 ... Qe7, hoặc 3 ... d5 (Phòng thủ Sörensen hoặc Phòng thủ Capablanca). Nếu Đen đi vào Gambit Đan Mạch được chấp nhận với 3 ... dxc3, khả năng chính là 4.Nxc3 và 4.Bc4.

### Biến thể Alekhine: 4.Nxc3
Alekhine đề xuất Trắng đi 4.Nxc3. Bằng cách thí 1 tốt, Trắng sẽ có lợi thế trong việc phát triển quân. Nước đi này thường khiến ván cờ chuyển thành Göring Gambit của Ván cờ Scotch. Trắng có thể tránh Göring Gambit bằng cách phát triển Mã lên e2 thay vì f3 và tránh Đen có cơ hội phá hỏng cấu trúc tốt cánh Hậu của trắng.

### Biến thể Lindhen: 4.Bc4
|   | a | b | c | d | e | f | g | h |   |
| 8 | a8 black rook · b8 black knight · c8 black bishop · d8 black queen · e8 black king · f8 black bishop · g8 black knight · h8 black rook · a7 black pawn · b7 black pawn · c7 black pawn · d7 black pawn · f7 black pawn · g7 black pawn · h7 black pawn · c4 white bishop · e4 white pawn · a2 white pawn · b2 white bishop · f2 white pawn · g2 white pawn · h2 white pawn · a1 white rook · b1 white knight · d1 white queen · e1 white king · g1 white knight · h1 white rook | a8 black rook · b8 black knight · c8 black bishop · d8 black queen · e8 black king · f8 black bishop · g8 black knight · h8 black rook · a7 black pawn · b7 black pawn · c7 black pawn · d7 black pawn · f7 black pawn · g7 black pawn · h7 black pawn · c4 white bishop · e4 white pawn · a2 white pawn · b2 white bishop · f2 white pawn · g2 white pawn · h2 white pawn · a1 white rook · b1 white knight · d1 white queen · e1 white king · g1 white knight · h1 white rook | a8 black rook · b8 black knight · c8 black bishop · d8 black queen · e8 black king · f8 black bishop · g8 black knight · h8 black rook · a7 black pawn · b7 black pawn · c7 black pawn · d7 black pawn · f7 black pawn · g7 black pawn · h7 black pawn · c4 white bishop · e4 white pawn · a2 white pawn · b2 white bishop · f2 white pawn · g2 white pawn · h2 white pawn · a1 white rook · b1 white knight · d1 white queen · e1 white king · g1 white knight · h1 white rook | a8 black rook · b8 black knight · c8 black bishop · d8 black queen · e8 black king · f8 black bishop · g8 black knight · h8 black rook · a7 black pawn · b7 black pawn · c7 black pawn · d7 black pawn · f7 black pawn · g7 black pawn · h7 black pawn · c4 white bishop · e4 white pawn · a2 white pawn · b2 white bishop · f2 white pawn · g2 white pawn · h2 white pawn · a1 white rook · b1 white knight · d1 white queen · e1 white king · g1 white knight · h1 white rook | a8 black rook · b8 black knight · c8 black bishop · d8 black queen · e8 black king · f8 black bishop · g8 black knight · h8 black rook · a7 black pawn · b7 black pawn · c7 black pawn · d7 black pawn · f7 black pawn · g7 black pawn · h7 black pawn · c4 white bishop · e4 white pawn · a2 white pawn · b2 white bishop · f2 white pawn · g2 white pawn · h2 white pawn · a1 white rook · b1 white knight · d1 white queen · e1 white king · g1 white knight · h1 white rook | a8 black rook · b8 black knight · c8 black bishop · d8 black queen · e8 black king · f8 black bishop · g8 black knight · h8 black rook · a7 black pawn · b7 black pawn · c7 black pawn · d7 black pawn · f7 black pawn · g7 black pawn · h7 black pawn · c4 white bishop · e4 white pawn · a2 white pawn · b2 white bishop · f2 white pawn · g2 white pawn · h2 white pawn · a1 white rook · b1 white knight · d1 white queen · e1 white king · g1 white knight · h1 white rook | a8 black rook · b8 black knight · c8 black bishop · d8 black queen · e8 black king · f8 black bishop · g8 black knight · h8 black rook · a7 black pawn · b7 black pawn · c7 black pawn · d7 black pawn · f7 black pawn · g7 black pawn · h7 black pawn · c4 white bishop · e4 white pawn · a2 white pawn · b2 white bishop · f2 white pawn · g2 white pawn · h2 white pawn · a1 white rook · b1 white knight · d1 white queen · e1 white king · g1 white knight · h1 white rook | a8 black rook · b8 black knight · c8 black bishop · d8 black queen · e8 black king · f8 black bishop · g8 black knight · h8 black rook · a7 black pawn · b7 black pawn · c7 black pawn · d7 black pawn · f7 black pawn · g7 black pawn · h7 black pawn · c4 white bishop · e4 white pawn · a2 white pawn · b2 white bishop · f2 white pawn · g2 white pawn · h2 white pawn · a1 white rook · b1 white knight · d1 white queen · e1 white king · g1 white knight · h1 white rook | 8 |
| 7 | a8 black rook · b8 black knight · c8 black bishop · d8 black queen · e8 black king · f8 black bishop · g8 black knight · h8 black rook · a7 black pawn · b7 black pawn · c7 black pawn · d7 black pawn · f7 black pawn · g7 black pawn · h7 black pawn · c4 white bishop · e4 white pawn · a2 white pawn · b2 white bishop · f2 white pawn · g2 white pawn · h2 white pawn · a1 white rook · b1 white knight · d1 white queen · e1 white king · g1 white knight · h1 white rook | a8 black rook · b8 black knight · c8 black bishop · d8 black queen · e8 black king · f8 black bishop · g8 black knight · h8 black rook · a7 black pawn · b7 black pawn · c7 black pawn · d7 black pawn · f7 black pawn · g7 black pawn · h7 black pawn · c4 white bishop · e4 white pawn · a2 white pawn · b2 white bishop · f2 white pawn · g2 white pawn · h2 white pawn · a1 white rook · b1 white knight · d1 white queen · e1 white king · g1 white knight · h1 white rook | a8 black rook · b8 black knight · c8 black bishop · d8 black queen · e8 black king · f8 black bishop · g8 black knight · h8 black rook · a7 black pawn · b7 black pawn · c7 black pawn · d7 black pawn · f7 black pawn · g7 black pawn · h7 black pawn · c4 white bishop · e4 white pawn · a2 white pawn · b2 white bishop · f2 white pawn · g2 white pawn · h2 white pawn · a1 white rook · b1 white knight · d1 white queen · e1 white king · g1 white knight · h1 white rook | a8 black rook · b8 black knight · c8 black bishop · d8 black queen · e8 black king · f8 black bishop · g8 black knight · h8 black rook · a7 black pawn · b7 black pawn · c7 black pawn · d7 black pawn · f7 black pawn · g7 black pawn · h7 black pawn · c4 white bishop · e4 white pawn · a2 white pawn · b2 white bishop · f2 white pawn · g2 white pawn · h2 white pawn · a1 white rook · b1 white knight · d1 white queen · e1 white king · g1 white knight · h1 white rook | a8 black rook · b8 black knight · c8 black bishop · d8 black queen · e8 black king · f8 black bishop · g8 black knight · h8 black rook · a7 black pawn · b7 black pawn · c7 black pawn · d7 black pawn · f7 black pawn · g7 black pawn · h7 black pawn · c4 white bishop · e4 white pawn · a2 white pawn · b2 white bishop · f2 white pawn · g2 white pawn · h2 white pawn · a1 white rook · b1 white knight · d1 white queen · e1 white king · g1 white knight · h1 white rook | a8 black rook · b8 black knight · c8 black bishop · d8 black queen · e8 black king · f8 black bishop · g8 black knight · h8 black rook · a7 black pawn · b7 black pawn · c7 black pawn · d7 black pawn · f7 black pawn · g7 black pawn · h7 black pawn · c4 white bishop · e4 white pawn · a2 white pawn · b2 white bishop · f2 white pawn · g2 white pawn · h2 white pawn · a1 white rook · b1 white knight · d1 white queen · e1 white king · g1 white knight · h1 white rook | a8 black rook · b8 black knight · c8 black bishop · d8 black queen · e8 black king · f8 black bishop · g8 black knight · h8 black rook · a7 black pawn · b7 black pawn · c7 black pawn · d7 black pawn · f7 black pawn · g7 black pawn · h7 black pawn · c4 white bishop · e4 white pawn · a2 white pawn · b2 white bishop · f2 white pawn · g2 white pawn · h2 white pawn · a1 white rook · b1 white knight · d1 white queen · e1 white king · g1 white knight · h1 white rook | a8 black rook · b8 black knight · c8 black bishop · d8 black queen · e8 black king · f8 black bishop · g8 black knight · h8 black rook · a7 black pawn · b7 black pawn · c7 black pawn · d7 black pawn · f7 black pawn · g7 black pawn · h7 black pawn · c4 white bishop · e4 white pawn · a2 white pawn · b2 white bishop · f2 white pawn · g2 white pawn · h2 white pawn · a1 white rook · b1 white knight · d1 white queen · e1 white king · g1 white knight · h1 white rook | 7 |
| 6 | a8 black rook · b8 black knight · c8 black bishop · d8 black queen · e8 black king · f8 black bishop · g8 black knight · h8 black rook · a7 black pawn · b7 black pawn · c7 black pawn · d7 black pawn · f7 black pawn · g7 black pawn · h7 black pawn · c4 white bishop · e4 white pawn · a2 white pawn · b2 white bishop · f2 white pawn · g2 white pawn · h2 white pawn · a1 white rook · b1 white knight · d1 white queen · e1 white king · g1 white knight · h1 white rook | a8 black rook · b8 black knight · c8 black bishop · d8 black queen · e8 black king · f8 black bishop · g8 black knight · h8 black rook · a7 black pawn · b7 black pawn · c7 black pawn · d7 black pawn · f7 black pawn · g7 black pawn · h7 black pawn · c4 white bishop · e4 white pawn · a2 white pawn · b2 white bishop · f2 white pawn · g2 white pawn · h2 white pawn · a1 white rook · b1 white knight · d1 white queen · e1 white king · g1 white knight · h1 white rook | a8 black rook · b8 black knight · c8 black bishop · d8 black queen · e8 black king · f8 black bishop · g8 black knight · h8 black rook · a7 black pawn · b7 black pawn · c7 black pawn · d7 black pawn · f7 black pawn · g7 black pawn · h7 black pawn · c4 white bishop · e4 white pawn · a2 white pawn · b2 white bishop · f2 white pawn · g2 white pawn · h2 white pawn · a1 white rook · b1 white knight · d1 white queen · e1 white king · g1 white knight · h1 white rook | a8 black rook · b8 black knight · c8 black bishop · d8 black queen · e8 black king · f8 black bishop · g8 black knight · h8 black rook · a7 black pawn · b7 black pawn · c7 black pawn · d7 black pawn · f7 black pawn · g7 black pawn · h7 black pawn · c4 white bishop · e4 white pawn · a2 white pawn · b2 white bishop · f2 white pawn · g2 white pawn · h2 white pawn · a1 white rook · b1 white knight · d1 white queen · e1 white king · g1 white knight · h1 white rook | a8 black rook · b8 black knight · c8 black bishop · d8 black queen · e8 black king · f8 black bishop · g8 black knight · h8 black rook · a7 black pawn · b7 black pawn · c7 black pawn · d7 black pawn · f7 black pawn · g7 black pawn · h7 black pawn · c4 white bishop · e4 white pawn · a2 white pawn · b2 white bishop · f2 white pawn · g2 white pawn · h2 white pawn · a1 white rook · b1 white knight · d1 white queen · e1 white king · g1 white knight · h1 white rook | a8 black rook · b8 black knight · c8 black bishop · d8 black queen · e8 black king · f8 black bishop · g8 black knight · h8 black rook · a7 black pawn · b7 black pawn · c7 black pawn · d7 black pawn · f7 black pawn · g7 black pawn · h7 black pawn · c4 white bishop · e4 white pawn · a2 white pawn · b2 white bishop · f2 white pawn · g2 white pawn · h2 white pawn · a1 white rook · b1 white knight · d1 white queen · e1 white king · g1 white knight · h1 white rook | a8 black rook · b8 black knight · c8 black bishop · d8 black queen · e8 black king · f8 black bishop · g8 black knight · h8 black rook · a7 black pawn · b7 black pawn · c7 black pawn · d7 black pawn · f7 black pawn · g7 black pawn · h7 black pawn · c4 white bishop · e4 white pawn · a2 white pawn · b2 white bishop · f2 white pawn · g2 white pawn · h2 white pawn · a1 white rook · b1 white knight · d1 white queen · e1 white king · g1 white knight · h1 white rook | a8 black rook · b8 black knight · c8 black bishop · d8 black queen · e8 black king · f8 black bishop · g8 black knight · h8 black rook · a7 black pawn · b7 black pawn · c7 black pawn · d7 black pawn · f7 black pawn · g7 black pawn · h7 black pawn · c4 white bishop · e4 white pawn · a2 white pawn · b2 white bishop · f2 white pawn · g2 white pawn · h2 white pawn · a1 white rook · b1 white knight · d1 white queen · e1 white king · g1 white knight · h1 white rook | 6 |
| 5 | a8 black rook · b8 black knight · c8 black bishop · d8 black queen · e8 black king · f8 black bishop · g8 black knight · h8 black rook · a7 black pawn · b7 black pawn · c7 black pawn · d7 black pawn · f7 black pawn · g7 black pawn · h7 black pawn · c4 white bishop · e4 white pawn · a2 white pawn · b2 white bishop · f2 white pawn · g2 white pawn · h2 white pawn · a1 white rook · b1 white knight · d1 white queen · e1 white king · g1 white knight · h1 white rook | a8 black rook · b8 black knight · c8 black bishop · d8 black queen · e8 black king · f8 black bishop · g8 black knight · h8 black rook · a7 black pawn · b7 black pawn · c7 black pawn · d7 black pawn · f7 black pawn · g7 black pawn · h7 black pawn · c4 white bishop · e4 white pawn · a2 white pawn · b2 white bishop · f2 white pawn · g2 white pawn · h2 white pawn · a1 white rook · b1 white knight · d1 white queen · e1 white king · g1 white knight · h1 white rook | a8 black rook · b8 black knight · c8 black bishop · d8 black queen · e8 black king · f8 black bishop · g8 black knight · h8 black rook · a7 black pawn · b7 black pawn · c7 black pawn · d7 black pawn · f7 black pawn · g7 black pawn · h7 black pawn · c4 white bishop · e4 white pawn · a2 white pawn · b2 white bishop · f2 white pawn · g2 white pawn · h2 white pawn · a1 white rook · b1 white knight · d1 white queen · e1 white king · g1 white knight · h1 white rook | a8 black rook · b8 black knight · c8 black bishop · d8 black queen · e8 black king · f8 black bishop · g8 black knight · h8 black rook · a7 black pawn · b7 black pawn · c7 black pawn · d7 black pawn · f7 black pawn · g7 black pawn · h7 black pawn · c4 white bishop · e4 white pawn · a2 white pawn · b2 white bishop · f2 white pawn · g2 white pawn · h2 white pawn · a1 white rook · b1 white knight · d1 white queen · e1 white king · g1 white knight · h1 white rook | a8 black rook · b8 black knight · c8 black bishop · d8 black queen · e8 black king · f8 black bishop · g8 black knight · h8 black rook · a7 black pawn · b7 black pawn · c7 black pawn · d7 black pawn · f7 black pawn · g7 black pawn · h7 black pawn · c4 white bishop · e4 white pawn · a2 white pawn · b2 white bishop · f2 white pawn · g2 white pawn · h2 white pawn · a1 white rook · b1 white knight · d1 white queen · e1 white king · g1 white knight · h1 white rook | a8 black rook · b8 black knight · c8 black bishop · d8 black queen · e8 black king · f8 black bishop · g8 black knight · h8 black rook · a7 black pawn · b7 black pawn · c7 black pawn · d7 black pawn · f7 black pawn · g7 black pawn · h7 black pawn · c4 white bishop · e4 white pawn · a2 white pawn · b2 white bishop · f2 white pawn · g2 white pawn · h2 white pawn · a1 white rook · b1 white knight · d1 white queen · e1 white king · g1 white knight · h1 white rook | a8 black rook · b8 black knight · c8 black bishop · d8 black queen · e8 black king · f8 black bishop · g8 black knight · h8 black rook · a7 black pawn · b7 black pawn · c7 black pawn · d7 black pawn · f7 black pawn · g7 black pawn · h7 black pawn · c4 white bishop · e4 white pawn · a2 white pawn · b2 white bishop · f2 white pawn · g2 white pawn · h2 white pawn · a1 white rook · b1 white knight · d1 white queen · e1 white king · g1 white knight · h1 white rook | a8 black rook · b8 black knight · c8 black bishop · d8 black queen · e8 black king · f8 black bishop · g8 black knight · h8 black rook · a7 black pawn · b7 black pawn · c7 black pawn · d7 black pawn · f7 black pawn · g7 black pawn · h7 black pawn · c4 white bishop · e4 white pawn · a2 white pawn · b2 white bishop · f2 white pawn · g2 white pawn · h2 white pawn · a1 white rook · b1 white knight · d1 white queen · e1 white king · g1 white knight · h1 white rook | 5 |
| 4 | a8 black rook · b8 black knight · c8 black bishop · d8 black queen · e8 black king · f8 black bishop · g8 black knight · h8 black rook · a7 black pawn · b7 black pawn · c7 black pawn · d7 black pawn · f7 black pawn · g7 black pawn · h7 black pawn · c4 white bishop · e4 white pawn · a2 white pawn · b2 white bishop · f2 white pawn · g2 white pawn · h2 white pawn · a1 white rook · b1 white knight · d1 white queen · e1 white king · g1 white knight · h1 white rook | a8 black rook · b8 black knight · c8 black bishop · d8 black queen · e8 black king · f8 black bishop · g8 black knight · h8 black rook · a7 black pawn · b7 black pawn · c7 black pawn · d7 black pawn · f7 black pawn · g7 black pawn · h7 black pawn · c4 white bishop · e4 white pawn · a2 white pawn · b2 white bishop · f2 white pawn · g2 white pawn · h2 white pawn · a1 white rook · b1 white knight · d1 white queen · e1 white king · g1 white knight · h1 white rook | a8 black rook · b8 black knight · c8 black bishop · d8 black queen · e8 black king · f8 black bishop · g8 black knight · h8 black rook · a7 black pawn · b7 black pawn · c7 black pawn · d7 black pawn · f7 black pawn · g7 black pawn · h7 black pawn · c4 white bishop · e4 white pawn · a2 white pawn · b2 white bishop · f2 white pawn · g2 white pawn · h2 white pawn · a1 white rook · b1 white knight · d1 white queen · e1 white king · g1 white knight · h1 white rook | a8 black rook · b8 black knight · c8 black bishop · d8 black queen · e8 black king · f8 black bishop · g8 black knight · h8 black rook · a7 black pawn · b7 black pawn · c7 black pawn · d7 black pawn · f7 black pawn · g7 black pawn · h7 black pawn · c4 white bishop · e4 white pawn · a2 white pawn · b2 white bishop · f2 white pawn · g2 white pawn · h2 white pawn · a1 white rook · b1 white knight · d1 white queen · e1 white king · g1 white knight · h1 white rook | a8 black rook · b8 black knight · c8 black bishop · d8 black queen · e8 black king · f8 black bishop · g8 black knight · h8 black rook · a7 black pawn · b7 black pawn · c7 black pawn · d7 black pawn · f7 black pawn · g7 black pawn · h7 black pawn · c4 white bishop · e4 white pawn · a2 white pawn · b2 white bishop · f2 white pawn · g2 white pawn · h2 white pawn · a1 white rook · b1 white knight · d1 white queen · e1 white king · g1 white knight · h1 white rook | a8 black rook · b8 black knight · c8 black bishop · d8 black queen · e8 black king · f8 black bishop · g8 black knight · h8 black rook · a7 black pawn · b7 black pawn · c7 black pawn · d7 black pawn · f7 black pawn · g7 black pawn · h7 black pawn · c4 white bishop · e4 white pawn · a2 white pawn · b2 white bishop · f2 white pawn · g2 white pawn · h2 white pawn · a1 white rook · b1 white knight · d1 white queen · e1 white king · g1 white knight · h1 white rook | a8 black rook · b8 black knight · c8 black bishop · d8 black queen · e8 black king · f8 black bishop · g8 black knight · h8 black rook · a7 black pawn · b7 black pawn · c7 black pawn · d7 black pawn · f7 black pawn · g7 black pawn · h7 black pawn · c4 white bishop · e4 white pawn · a2 white pawn · b2 white bishop · f2 white pawn · g2 white pawn · h2 white pawn · a1 white rook · b1 white knight · d1 white queen · e1 white king · g1 white knight · h1 white rook | a8 black rook · b8 black knight · c8 black bishop · d8 black queen · e8 black king · f8 black bishop · g8 black knight · h8 black rook · a7 black pawn · b7 black pawn · c7 black pawn · d7 black pawn · f7 black pawn · g7 black pawn · h7 black pawn · c4 white bishop · e4 white pawn · a2 white pawn · b2 white bishop · f2 white pawn · g2 white pawn · h2 white pawn · a1 white rook · b1 white knight · d1 white queen · e1 white king · g1 white knight · h1 white rook | 4 |
| 3 | a8 black rook · b8 black knight · c8 black bishop · d8 black queen · e8 black king · f8 black bishop · g8 black knight · h8 black rook · a7 black pawn · b7 black pawn · c7 black pawn · d7 black pawn · f7 black pawn · g7 black pawn · h7 black pawn · c4 white bishop · e4 white pawn · a2 white pawn · b2 white bishop · f2 white pawn · g2 white pawn · h2 white pawn · a1 white rook · b1 white knight · d1 white queen · e1 white king · g1 white knight · h1 white rook | a8 black rook · b8 black knight · c8 black bishop · d8 black queen · e8 black king · f8 black bishop · g8 black knight · h8 black rook · a7 black pawn · b7 black pawn · c7 black pawn · d7 black pawn · f7 black pawn · g7 black pawn · h7 black pawn · c4 white bishop · e4 white pawn · a2 white pawn · b2 white bishop · f2 white pawn · g2 white pawn · h2 white pawn · a1 white rook · b1 white knight · d1 white queen · e1 white king · g1 white knight · h1 white rook | a8 black rook · b8 black knight · c8 black bishop · d8 black queen · e8 black king · f8 black bishop · g8 black knight · h8 black rook · a7 black pawn · b7 black pawn · c7 black pawn · d7 black pawn · f7 black pawn · g7 black pawn · h7 black pawn · c4 white bishop · e4 white pawn · a2 white pawn · b2 white bishop · f2 white pawn · g2 white pawn · h2 white pawn · a1 white rook · b1 white knight · d1 white queen · e1 white king · g1 white knight · h1 white rook | a8 black rook · b8 black knight · c8 black bishop · d8 black queen · e8 black king · f8 black bishop · g8 black knight · h8 black rook · a7 black pawn · b7 black pawn · c7 black pawn · d7 black pawn · f7 black pawn · g7 black pawn · h7 black pawn · c4 white bishop · e4 white pawn · a2 white pawn · b2 white bishop · f2 white pawn · g2 white pawn · h2 white pawn · a1 white rook · b1 white knight · d1 white queen · e1 white king · g1 white knight · h1 white rook | a8 black rook · b8 black knight · c8 black bishop · d8 black queen · e8 black king · f8 black bishop · g8 black knight · h8 black rook · a7 black pawn · b7 black pawn · c7 black pawn · d7 black pawn · f7 black pawn · g7 black pawn · h7 black pawn · c4 white bishop · e4 white pawn · a2 white pawn · b2 white bishop · f2 white pawn · g2 white pawn · h2 white pawn · a1 white rook · b1 white knight · d1 white queen · e1 white king · g1 white knight · h1 white rook | a8 black rook · b8 black knight · c8 black bishop · d8 black queen · e8 black king · f8 black bishop · g8 black knight · h8 black rook · a7 black pawn · b7 black pawn · c7 black pawn · d7 black pawn · f7 black pawn · g7 black pawn · h7 black pawn · c4 white bishop · e4 white pawn · a2 white pawn · b2 white bishop · f2 white pawn · g2 white pawn · h2 white pawn · a1 white rook · b1 white knight · d1 white queen · e1 white king · g1 white knight · h1 white rook | a8 black rook · b8 black knight · c8 black bishop · d8 black queen · e8 black king · f8 black bishop · g8 black knight · h8 black rook · a7 black pawn · b7 black pawn · c7 black pawn · d7 black pawn · f7 black pawn · g7 black pawn · h7 black pawn · c4 white bishop · e4 white pawn · a2 white pawn · b2 white bishop · f2 white pawn · g2 white pawn · h2 white pawn · a1 white rook · b1 white knight · d1 white queen · e1 white king · g1 white knight · h1 white rook | a8 black rook · b8 black knight · c8 black bishop · d8 black queen · e8 black king · f8 black bishop · g8 black knight · h8 black rook · a7 black pawn · b7 black pawn · c7 black pawn · d7 black pawn · f7 black pawn · g7 black pawn · h7 black pawn · c4 white bishop · e4 white pawn · a2 white pawn · b2 white bishop · f2 white pawn · g2 white pawn · h2 white pawn · a1 white rook · b1 white knight · d1 white queen · e1 white king · g1 white knight · h1 white rook | 3 |
| 2 | a8 black rook · b8 black knight · c8 black bishop · d8 black queen · e8 black king · f8 black bishop · g8 black knight · h8 black rook · a7 black pawn · b7 black pawn · c7 black pawn · d7 black pawn · f7 black pawn · g7 black pawn · h7 black pawn · c4 white bishop · e4 white pawn · a2 white pawn · b2 white bishop · f2 white pawn · g2 white pawn · h2 white pawn · a1 white rook · b1 white knight · d1 white queen · e1 white king · g1 white knight · h1 white rook | a8 black rook · b8 black knight · c8 black bishop · d8 black queen · e8 black king · f8 black bishop · g8 black knight · h8 black rook · a7 black pawn · b7 black pawn · c7 black pawn · d7 black pawn · f7 black pawn · g7 black pawn · h7 black pawn · c4 white bishop · e4 white pawn · a2 white pawn · b2 white bishop · f2 white pawn · g2 white pawn · h2 white pawn · a1 white rook · b1 white knight · d1 white queen · e1 white king · g1 white knight · h1 white rook | a8 black rook · b8 black knight · c8 black bishop · d8 black queen · e8 black king · f8 black bishop · g8 black knight · h8 black rook · a7 black pawn · b7 black pawn · c7 black pawn · d7 black pawn · f7 black pawn · g7 black pawn · h7 black pawn · c4 white bishop · e4 white pawn · a2 white pawn · b2 white bishop · f2 white pawn · g2 white pawn · h2 white pawn · a1 white rook · b1 white knight · d1 white queen · e1 white king · g1 white knight · h1 white rook | a8 black rook · b8 black knight · c8 black bishop · d8 black queen · e8 black king · f8 black bishop · g8 black knight · h8 black rook · a7 black pawn · b7 black pawn · c7 black pawn · d7 black pawn · f7 black pawn · g7 black pawn · h7 black pawn · c4 white bishop · e4 white pawn · a2 white pawn · b2 white bishop · f2 white pawn · g2 white pawn · h2 white pawn · a1 white rook · b1 white knight · d1 white queen · e1 white king · g1 white knight · h1 white rook | a8 black rook · b8 black knight · c8 black bishop · d8 black queen · e8 black king · f8 black bishop · g8 black knight · h8 black rook · a7 black pawn · b7 black pawn · c7 black pawn · d7 black pawn · f7 black pawn · g7 black pawn · h7 black pawn · c4 white bishop · e4 white pawn · a2 white pawn · b2 white bishop · f2 white pawn · g2 white pawn · h2 white pawn · a1 white rook · b1 white knight · d1 white queen · e1 white king · g1 white knight · h1 white rook | a8 black rook · b8 black knight · c8 black bishop · d8 black queen · e8 black king · f8 black bishop · g8 black knight · h8 black rook · a7 black pawn · b7 black pawn · c7 black pawn · d7 black pawn · f7 black pawn · g7 black pawn · h7 black pawn · c4 white bishop · e4 white pawn · a2 white pawn · b2 white bishop · f2 white pawn · g2 white pawn · h2 white pawn · a1 white rook · b1 white knight · d1 white queen · e1 white king · g1 white knight · h1 white rook | a8 black rook · b8 black knight · c8 black bishop · d8 black queen · e8 black king · f8 black bishop · g8 black knight · h8 black rook · a7 black pawn · b7 black pawn · c7 black pawn · d7 black pawn · f7 black pawn · g7 black pawn · h7 black pawn · c4 white bishop · e4 white pawn · a2 white pawn · b2 white bishop · f2 white pawn · g2 white pawn · h2 white pawn · a1 white rook · b1 white knight · d1 white queen · e1 white king · g1 white knight · h1 white rook | a8 black rook · b8 black knight · c8 black bishop · d8 black queen · e8 black king · f8 black bishop · g8 black knight · h8 black rook · a7 black pawn · b7 black pawn · c7 black pawn · d7 black pawn · f7 black pawn · g7 black pawn · h7 black pawn · c4 white bishop · e4 white pawn · a2 white pawn · b2 white bishop · f2 white pawn · g2 white pawn · h2 white pawn · a1 white rook · b1 white knight · d1 white queen · e1 white king · g1 white knight · h1 white rook | 2 |
| 1 | a8 black rook · b8 black knight · c8 black bishop · d8 black queen · e8 black king · f8 black bishop · g8 black knight · h8 black rook · a7 black pawn · b7 black pawn · c7 black pawn · d7 black pawn · f7 black pawn · g7 black pawn · h7 black pawn · c4 white bishop · e4 white pawn · a2 white pawn · b2 white bishop · f2 white pawn · g2 white pawn · h2 white pawn · a1 white rook · b1 white knight · d1 white queen · e1 white king · g1 white knight · h1 white rook | a8 black rook · b8 black knight · c8 black bishop · d8 black queen · e8 black king · f8 black bishop · g8 black knight · h8 black rook · a7 black pawn · b7 black pawn · c7 black pawn · d7 black pawn · f7 black pawn · g7 black pawn · h7 black pawn · c4 white bishop · e4 white pawn · a2 white pawn · b2 white bishop · f2 white pawn · g2 white pawn · h2 white pawn · a1 white rook · b1 white knight · d1 white queen · e1 white king · g1 white knight · h1 white rook | a8 black rook · b8 black knight · c8 black bishop · d8 black queen · e8 black king · f8 black bishop · g8 black knight · h8 black rook · a7 black pawn · b7 black pawn · c7 black pawn · d7 black pawn · f7 black pawn · g7 black pawn · h7 black pawn · c4 white bishop · e4 white pawn · a2 white pawn · b2 white bishop · f2 white pawn · g2 white pawn · h2 white pawn · a1 white rook · b1 white knight · d1 white queen · e1 white king · g1 white knight · h1 white rook | a8 black rook · b8 black knight · c8 black bishop · d8 black queen · e8 black king · f8 black bishop · g8 black knight · h8 black rook · a7 black pawn · b7 black pawn · c7 black pawn · d7 black pawn · f7 black pawn · g7 black pawn · h7 black pawn · c4 white bishop · e4 white pawn · a2 white pawn · b2 white bishop · f2 white pawn · g2 white pawn · h2 white pawn · a1 white rook · b1 white knight · d1 white queen · e1 white king · g1 white knight · h1 white rook | a8 black rook · b8 black knight · c8 black bishop · d8 black queen · e8 black king · f8 black bishop · g8 black knight · h8 black rook · a7 black pawn · b7 black pawn · c7 black pawn · d7 black pawn · f7 black pawn · g7 black pawn · h7 black pawn · c4 white bishop · e4 white pawn · a2 white pawn · b2 white bishop · f2 white pawn · g2 white pawn · h2 white pawn · a1 white rook · b1 white knight · d1 white queen · e1 white king · g1 white knight · h1 white rook | a8 black rook · b8 black knight · c8 black bishop · d8 black queen · e8 black king · f8 black bishop · g8 black knight · h8 black rook · a7 black pawn · b7 black pawn · c7 black pawn · d7 black pawn · f7 black pawn · g7 black pawn · h7 black pawn · c4 white bishop · e4 white pawn · a2 white pawn · b2 white bishop · f2 white pawn · g2 white pawn · h2 white pawn · a1 white rook · b1 white knight · d1 white queen · e1 white king · g1 white knight · h1 white rook | a8 black rook · b8 black knight · c8 black bishop · d8 black queen · e8 black king · f8 black bishop · g8 black knight · h8 black rook · a7 black pawn · b7 black pawn · c7 black pawn · d7 black pawn · f7 black pawn · g7 black pawn · h7 black pawn · c4 white bishop · e4 white pawn · a2 white pawn · b2 white bishop · f2 white pawn · g2 white pawn · h2 white pawn · a1 white rook · b1 white knight · d1 white queen · e1 white king · g1 white knight · h1 white rook | a8 black rook · b8 black knight · c8 black bishop · d8 black queen · e8 black king · f8 black bishop · g8 black knight · h8 black rook · a7 black pawn · b7 black pawn · c7 black pawn · d7 black pawn · f7 black pawn · g7 black pawn · h7 black pawn · c4 white bishop · e4 white pawn · a2 white pawn · b2 white bishop · f2 white pawn · g2 white pawn · h2 white pawn · a1 white rook · b1 white knight · d1 white queen · e1 white king · g1 white knight · h1 white rook | 1 |
|   | a | b | c | d | e | f | g | h |   |

- 4...d6 5.Nxc3 (Göring Gambit)
- 4...cxb2 5.Bxb2 (Gambit Đan Mạch được chấp nhận)
  - 5...Bb4+ 6.Kf1 or 6.Nc3(Phòng thủ Copenhagen)
  - 5...d6 6.Qb3
  - 5...d5 (Phòng thủ Schletchter)

Thay vào đó, Trắng có thể thí một con tốt thứ hai với 4.Bc4. Con tốt thứ hai có thể bị từ chối một cách an toàn bằng cách chuyển thành Göring Gambit. Chấp nhận con tốt cho phép hai quân Tượng của Trắng chĩa về cánh vua của Đen sau 4 ... cxb2 5.Bxb2. Trắng thường sẽ chơi Qb3 nếu có thể, gây áp lực lên các ô b7- và f7 của Đen. Kết hợp với áp lực đường chéo dài của Trắng lên g7, điều này có thể gây khó khăn cho Đen trong việc phát triển các quân của mình
Carl Schlechter đã đề xuất một trong những cách phòng thủ tốt nhất cho Đen: bằng cách trả lại một trong những con tốt 5 ... d5, Đen có thêm thời gian để hoàn tất quá trình phát triển quân. Sau 6.Bxd5 Nf6 (6 ... Bb4 + cũng có thể) 7.Bxf7 + Kxf7 8.Qxd8 Bb4 + 9.Qd2 Bxd2 + 10.Nxd2 Re8 (Nyholm – Tartakower, Baden 1914), Đen giành lại quân hậu. Hầu hết mọi người đều đánh giá vị trí này là ngang bằng, nhưng một số người tin rằng đa số phe có hậu mang lại lợi thế cho Đen trong cờ tàn (Schlechter đề xuất 10 ... c5 !?).
Sự phổ biến của gambit Đan Mạch giảm mạnh sau khi Schlechter giới thiệu các thế cờ không phải là những gì Trắng thường mong muốn từ một  gambit. Đã có những nỗ lực, đặc biệt là của phóng viên người Đức Ingo Firnhaber, để làm sống lại ý tưởng gambit với 7.Nc3, nhưng theo Karsten Müller và Martin Voigt ở Đan Mạch, dòng này không bù đắp đủ sau 7 ... Nxd5 8.Nxd5 Nbd7 (8 ... c6 ?? 9.Nf6 +) 9.Nf3 c6. Nếu Trắng thay vào đó chơi 6.exd5, tượng ô trắng của Trắng sẽ bị chặn và sau 6 ... Nf6 7.Nc3 Bd6 Đen có thể hoàn thành quá trình phát triển quân tương đối dễ dàng.